# Cabo St. Charles

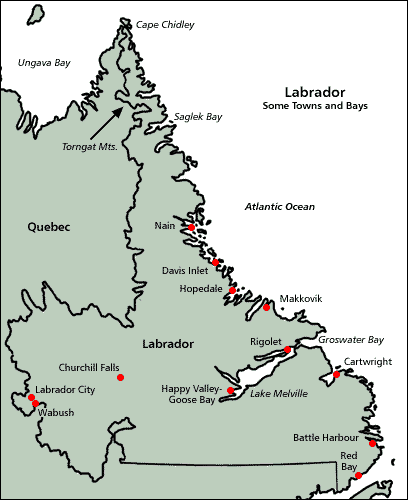
O cabo St. Charles é o ponto mais oriental na península do Labrador e da América do Norte continental.

O Cabo St. Charles é um cabo na costa oriental do Labrador na província de Terra Nova e Labrador, no Canadá. A sua longitude de 55°37'15"W torna-o o ponto mais oriental da América do Norte continental.